# Helmstadt (Helmstadt)
Helmstadt ist der Hauptort des Marktes Helmstadt im unterfränkischen Landkreis Würzburg in Bayern.

## Geographie
Der Ort liegt 299 m ü. NHN zwischen Wertheim und Würzburg an der durch die Kreisstraße WÜ 11 überkreuzten Kreisstraße WÜ 31, die den Ort mit der durch nördliche Gemarkung verlaufende Bundesautobahn 3 verbindet.

### Nachbargemarkungen
Nachbargemarkungen im Uhrzeigersinn im Norden beginnend sind Uettingen, Roßbrunn, Irtenberger Wald, Oberaltertheim, Unteraltertheim, Neubrunn, Holzkirchhausen und Holzkirchen.

### Gewässer
Der Flecklerisgraben entspringt in der östlichen Gemarkung und fließt in den im Süden des Ortes entspringenden Welzbach, der ein Quellbach des Kembachs ist.

## Geschichte
Helmstadt war eine Gemeinde im Landkreis Marktheidenfeld bis zu dessen Auflösung. Seit dem 1. Juli 1972 gehört Helmstadt zum Landkreis Würzburg.

## Religion
Helmstadt ist katholisch geprägt. Die Pfarrei St. Martin gehört zum Dekanat Würzburg links des Mains.

## Baudenkmäler
Siehe: Liste der Baudenkmäler in Helmstadt